# 鄭思傑
鄭思傑（Clement Cheng）是加拿大籍香港电影導演、編劇，他最知名的作品是2010年與郭子健聯合導演的《打擂台》。《打擂台》勇奪第三十屆香港電影金像獎最佳電影，以及第17屆香港電影評論學會大獎最佳電影。

## 生平
他生於香港，小學後移民加拿大温哥華。自幼深受港產片薰陶，大學時收讀室内設計專業，亦曾在加國任職電台DJ，及後中途辍學回港加入電影行業，参加了有許鞍華、王家衛和王晶等導演執教的编導訓練班。
早年從事唱片騎師、室內設計師、廣告的英文撰稿、電影美術工作，後轉職為編劇及副導演，更為廣告及音樂錄影帶執導。《打擂台》是鄭思傑首次執導的電影作品，被獲提名多個國際新晉導演獎項，包括NETPAC。《打擂台》贏得【香港電影評論學會】的「2010年度最佳電影」、【華爾街日報】的「2010年度亞洲十大最出色電影」、【新京報】的「2010年度十大電影」、【香港電影導演會】的「2010年度最受推介電影」及【香港編劇家協會】的「2010年度最佳劇本」等獎項。《打擂台》被邀參展超過二十個國際的電影節，更獲得【紐約亞洲電影節】的「觀眾票選最佳電影」。同年為【東華三院】執導的第二部電影《東風破》獲得【兩岸三地影評人協會聯盟】的「2010年度十大華語電影」第一位。《打擂台》在【第三十屆香港電影金像獎頒獎典禮】上獲得「最佳電影」等四項殊榮，而《東風破》也獲得「最佳原創歌曲」。

## 電影
導演
- 2010年，《打擂台》
- 2010年，《東風破》

編劇
- 2010年，《打擂台》
- 2010年，《東風破》
- 2008年，《青苔》
- 2000年，《神偷次世代》
- 2000年，《愛與誠》

演員
- 2012年，《DIVA華麗之後》

## 電視劇集
- 2011年，《廉政行動2011》，單元3（黃金噩夢）